# Liên đoàn Hang động Quốc tế
Liên đoàn Hang động Quốc tế hay Liên đoàn Quốc tế về Hang động, viết tắt theo tiếng Pháp là UIS (Union Internationale de Spéléologie), là một tổ chức phi chính phủ quốc tế của các tổ chức và cá nhân hoạt động trong lĩnh vực nghiên cứu hang động .
UIS thành lập năm 1965, là thành viên liên kết khoa học của Hội đồng Khoa học Quốc tế (ISC), và của Hội đồng Quốc tế về Khoa học (ICSU) trước đây .

## Mục tiêu
UIS thúc đẩy hợp tác giữa thám hiểm hang động học thuật và kỹ thuật. Nó được coi là tổ chức bảo trợ quốc tế tin cậy cho tất cả các nhà thám hiểm Karst và thám hiểm hang động.
- Khám phá hang động mới và mở rộng việc thăm dò hang động nổi tiếng trước đây;
- Khảo sát các nội dung như khoáng chất, sinh vật, di vật khảo cổ và nhân chủng học;
- Phân phối các kiến thức của karst và hang động trên toàn thế giới;
- Tạo điều kiện cho việc trao đổi thông lệ khám phá hang động an toàn;
- Hỗ trợ trong việc bảo vệ và bảo tồn các hang động và karst.

## Tổ chức
UIS có các Ban/Ủy ban điều hành và chuyên môn.

## Hoạt động
Các hoạt động của hiệp hội đã có từ cuối thế kỷ 19. Mốc đánh dấu quan trọng, là cuộc họp mặt diễn ra vào ngày 22-23 tháng 8 năm 1949 tại Valence, Pháp, đặt cơ sở cho thành lập Liên đoàn. Các đại hội sau đó được tiến hành
| Nr. | Năm      | Địa điểm           | Địa điểm     |
| --- | -------- | ------------------ | ------------ |
| 18. | UIS 2021 | Lyon               | Pháp         |
| 17. | UIS 2017 | Sydney             | Úc           |
| 16. | UIS 2013 | Brno               | Cộng hòa Séc |
| 15. | UIS 2009 | Kerrville          | Hoa Kỳ       |
| 14. | UIS 2005 | Athens-Kalamos     | Hy Lạp       |
| 13. | UIS 2001 | Brasilia           | Brasil       |
| 12. | UIS 1997 | La Chaux-des-Fonds | Thụy Sĩ      |
| 11. | UIS 1993 | Bắc Kinh           | Trung Quốc   |
| 10. | UIS 1989 | Budapest           | Hungary      |
| 9.  | UIS 1986 | Barcelona          | Tây Ban Nha  |
| 8.  | UIS 1981 | Bowling Green      | Hoa Kỳ       |
| 7.  | UIS 1977 | Sheffield          | Anh Quốc     |
| 6.  | UIS 1973 | Olomouc            | Tiệp Khắc    |
| 5.  | UIS 1969 | Stuttgart          | Tây Đức      |
| 4.  | UIS 1965 | Postojna           | Nam Tư       |
| 3.  | UIS 1961 | Vienna             | Áo           |
| 2.  | UIS 1958 | Bari               | Ý            |
| 1.  | UIS 1953 | Paris              | Pháp         |

## Xuất bản
UIS xuất bản tạp chí International Journal of Speleology.
Thông tin trực tuyến tóm tắt được đăng tại Karst Information Portal Lưu trữ ngày 19 tháng 6 năm 2015 tại Wayback Machine.